# Pristoceuthophilus rhoadsi
Pristoceuthophilus rhoadsi är en insektsart som beskrevs av Rehn, J.A.G. 1903. Pristoceuthophilus rhoadsi ingår i släktet Pristoceuthophilus och familjen grottvårtbitare. Inga underarter finns listade i Catalogue of Life.